# Белевитин, Александр Борисович
Алекса́ндр Бори́сович Белеви́тин (род. 1959) — российский военный врач, доктор медицинских наук, профессор, заслуженный врач Российской Федерации.
Начальник Главного военно-медицинского управления (2009—2011), начальник Военно-медицинской академии им. С. М. Кирова (2007—2011), генерал-майор медицинской службы (лишён звания в 2012 году).

## Биография
Родился 22 ноября 1959 года в посёлке Коноша Коношского района Архангельской области в семье служащих. Окончил среднюю школу; работал на станции скорой помощи Тамбова санитаром. 
- C 1978 года — служба в рядах Советской Армии:
  - учебное подразделение воинской части;
  - служил в Группе советских войск в Германии.

### Образование
- C 1979 года — учёба на факультете подготовки врачей для Ракетных и Сухопутных войск Военно-медицинской академии имени С. М. Кирова.
- По окончании академии служил врачом медицинского пункта отдельной бригады специального назначения 40-й армии Туркестанского военного округа. Бригада воевала в Демократической Республике Афганистан. А. Б. Белевитин принимал участие в боевых действиях.
- C 1988 году — учёба в клинической ординатуре при кафедре хирургии усовершенствования врачей № 1 Военно-медицинской академии.
- Окончил Санкт-Петербургский университет МВД России.
- Окончил Северо-Западную академию государственной службы[1].

### Карьера
- По окончании ординатуры при кафедре хирургии усовершенствования врачей № 1 Военно-медицинской академии служил:
  - старшим ординатором кафедры,
  - помощником начальника клиники сердечно-сосудистой хирургии по лечебной работе,
  - заместителем начальника кафедры по клинической работе — с 1997 года.
  - начальником клинического отдела академии — с июля 2002 года,
  - заместителем начальника ВМедА по клинической работе — с марта 2004 года.
- С мая 2007 — начальник военно-медицинской академии имени С. М. Кирова.

Указом Президента Российской Федерации от 9 мая 2007 года № 595 и приказом министра обороны страны от 11 мая 2007 года № 397 на должность начальника военно-медицинской академии имени С. М. Кирова назначен генерал-майор медицинской службы Александр Борисович Белевитин.
- 8 июня 2009 года Александр Белевитин был назначен начальником Главного военно-медицинского управления Министерства обороны России.

Указом Президента Российской Федерации от 17 июля 2009 г. № 826, приказом министра обороны Российской Федерации от 20 июля 2009 г. № 832 генерал-майор медицинской службы Белевитин Александр Борисович назначен начальником Главного военно-медицинского управления Министерства обороны Российской Федерации — начальником медицинской службы Вооружённых Сил РФ
.
Предыдущий глава ГВМУ, генерал-лейтенант медицинской службы Владимир Шаппо был уволен с военной службы по выслуге лет в начале июня.
- Ноябрь 2010 г. — Александр Белевитин был назначен начальником Главного военно-медицинского управления Министерства обороны РФ — начальником Военно-медицинской академии

### Научная деятельность
А. Б. Белевитин — доктор медицинских наук (тема диссертации «Клинико-ангиографические результаты хирургического лечения больных ишемической болезнью сердца»), профессор, заслуженный врач Российской Федерации. Автор более 400 (327 — на 10 марта 2010) научных работ по проблемам: 
- сердечно-сосудистой хирургии,
- военно-полевой хирургии,
- кардиологии,
- организации тактики медицинской службы,
- экономическим вопросам здравоохранения
- и другим вопросам.

Член совета ректоров высших учебных заведений Санкт-Петербурга.
Соавтор Открытия, диплом № 380 «Закономерность структурных изменений в биологических жидкостях организма человека и животных под воздействием факторов окружающей среды» (заявка на открытие № А-476 от 17 марта 2009 года). Авторы открытия: Ю. В. Лобзин, А. Б. Белевитин, В. Н. Кидалов и соавт..

### Под следствием и судом
2 июня 2011 года А. Б. Белевитин и его подчинённый А. Никитин были задержаны с санкции Московского гарнизонного военного суда и помещены в следственный изолятор в рамках расследования дела о коррупции. Возбуждено уголовное дело по части 4 статьи 290 УК РФ (получение взятки). Статья предусматривает наказание в виде лишения свободы на срок до 12 лет.
10 июня 2011 года им было предъявлено обвинение в получении взятки в особо крупном размере (4,7 млн руб.) при покупке дорогостоящего диагностического оборудования для нужд Минобороны. В следственном комитете сообщили, что фигуранты обсуждали между собой возможность убийства одного из главных свидетелей под видом оказания медицинской помощи, в связи с чем им и была избрана жёсткая мера пресечения — содержание под стражей на 2 месяца. На время следствия А. Белевитин и А. Никитин отстранены от исполнения служебных обязанностей.
1 августа 2011 года Московский гарнизонный военный суд продлил срок ареста по ходатайству следствия до 8 октября 2011 года.
В октябре 2011 года Московский гарнизонный суд продлил содержание под стражей до февраля 2012 года. Дело Белевитина набирает обороты.
25 июля 2012 года Московский окружной военный суд признал бывшего начальника Главного военно-медицинского управления Минобороны России А. Белевитина виновным в получении крупной взятки при закупке томографов и приговорил его к лишению свободы на срок 8 лет с отбыванием наказания в исправительной колонии строгого режима и к штрафу 1,7 млн рублей. Бывший генерал лишён также воинского звания. Суд подтвердил выводы следствия о том, что за содействие в заключении госконтрактов на поставку для Минобороны магнитно-резонансного и мультисрезового рентгеновского компьютерного томографа А. Белевитин и А. Никитин получили от представителей двух коммерческих организаций взятки в размере 180 тысяч евро, то есть около 7 миллионов рублей. Эксперты считают, что суммы, указанные в контрактах (свыше 187 миллионов рублей), были завышены почти на 51,5 миллиона рублей. Представитель Следственного комитета В. Маркин заявил, что «в ходе скрупулёзной работы военных следователей в течение 13 месяцев были собраны достаточные доказательства вины Белевитина и Никитина. Главными из них были видеофиксация трёх фактов получения фигурантами взяток и результаты фоноскопических экспертиз».
В 2013 году Белевитин переведен в колонию-поселение, а затем 29 января 2014 года освобожден в порядке условно-досрочного освобождения.

### Дальнейшая карьера
В 2020 году назначен Специальным представителем губернатора Санкт-Петербурга Александра Беглова по вопросам здравоохранения и медицины. В частности, курирует вопросы борьбы с распространением пандемии COVID-19 в городе.

## Награды
А. Б. Белевитин был награждён орденами: 
- орден Почёта,
- орден Красной Звезды,
- орден «За службу Родине в Вооружённых Силах СССР» III степени,
- многочисленными медалями;
  - в том числе — медалью «За боевые заслуги».

А. Б. Белевитин имеет звание заслуженного врача Российской Федерации.